# WRB – Adlitzgraben und Kaiserbrunn
Die Dampflokomotiven „ADLITZGRABEN“ und „KAISERBRUNN“ waren Personenzuglokomotiven der Wien–Raaber (Gloggnitzer) Eisenbahn (WRB).
Da die Züge immer schwerer wurden, reichte die Leistung der vorhandenen Lokomotiven nicht aus, die Züge über die „Bergstrecke“ (7 ‰) von Wiener Neustadt nach Gloggnitz zu befördern.
John Haswell konstruierte daher 1844 eine zweifach gekuppelte Maschine mit vorderem Drehgestell.
Sie erhielten die Namen „ADLITZGRABEN“ und „KAISERBRUNN“.
Bei diesen Lokomotiven wurden erstmals in Österreich Balanciers eingesetzt, um die sich aus den Unregelmäßigkeiten des Oberbaues ergebenden Entlastungen und Überlastungen einzelner Räder und Achsen zu verhindern.
Später wurden ähnliche Maschinen von der WRB und der Südlichen Staatsbahn (SStB) nachbestellt.
Sie waren als „Kleine Gloggnitzer“ bekannt.
Beide Lokomotiven kamen 1853 zur SStB und mit den Nummern 808 und 807 zur Südbahn, die sie 1860 zerlegen ließ.